# Nops ursumus
Espèce
Nops ursumus est une espèce d'araignées aranéomorphes de la famille des Caponiidae.

## Distribution
Cette espèce est endémique du Panama.

## Description
Le mâle holotype mesure 4,94 mm et la femelle paratype 9,42 mm.
Le mâle décrit par Sánchez-Ruiz et Brescovit en 2018  mesure 9,8 mm et la femelle 10,2 mm.

## Publication originale
- Chickering, 1967 : The genus Nops (Araneae, Caponiidae) in Panama and the West Indies. Breviora, no 274, p. 1-19 (texte intégral).